# Max Mosley
Max Rufus Mosley (Londra, 13 aprile 1940 – Londra, 23 maggio 2021) è stato un dirigente sportivo britannico, presidente della Federazione Internazionale dell'Automobile, l'associazione non-profit che rappresenta circa 150 Automobile Club nazionali di oltre 100 paesi del mondo, nonché organo di governo della Formula 1 e di altri sport motoristici internazionali.
Fu uno dei figli del politico britannico Oswald Mosley, fondatore della Unione Britannica dei Fascisti e tra i fondatori, nel 1970, della March Engineering.

## Biografia
Quinto e ultimo figlio di Sir Oswald Mosley, il noto ex ministro laburista e conservatore che, abbracciando ideologie antisemite e fasciste, fu il fondatore e leader della British Union of Fascists, e di Diana Mitford, scrittrice e giornalista britannica anch'essa fervente sostenitrice delle medesime dottrine (le loro nozze vennero tenute segretamente nella casa del gerarca nazista Joseph Goebbels, dove anche Adolf Hitler partecipò quale unico ospite d'onore), Max si laurea in fisica nel 1961 al Christ Church College di Oxford. Successivamente studia diritto alla Gray's Inn di Londra, ottenendo nel 1964 la qualifica di avvocato.
Negli anni sessanta ha una breve carriera come pilota nel mondo automobilistico, ottenendo modesti risultati in Formula 2 alla guida di una Brabham della scuderia di Frank Williams.
Nel 1969 si ritira dalle corse, partecipando alla fondazione della scuderia March Engineering, di cui segue la componente legale e commerciale per circa un decennio. Alla fine del 1977 vende le sue quote, rimanendo però nella direzione della squadra. In precedenza, nel 1974, ha già comunque fondato, insieme a Bernie Ecclestone, Frank Williams, Ken Tyrrell ed altri rappresentanti delle principali squadre automobilistiche, la FOCA (Formula One Constructors Association), associazione che deve rappresentare gli interessi commerciali di queste scuderie negli incontri con la FISA (Fédération Internazionale du Sport Automobile), una sotto-organizzazione della FIA, all'epoca organo mondiale di governo degli sport motoristici.
Nei primi anni ottanta Mosley rappresenta la FOCA nella cosiddetta “Guerra FISA-FOCA”. Dopo il Gran Premio del Sudafrica 1981, a cui partecipano solo le scuderie legate alla FOCA, Mosley è uno dei fautori del Patto della Concordia, in cui si raggiunge un accordo tra le due organizzazioni: la FISA ottiene il controllo del regolamento della Formula 1, mentre la FOCA la gestione del suo aspetto economico e commerciale. Nel 1982 Mosley lascia la FOCA e la Formula 1, per lavorare con il partito conservatore britannico.
Nel 1986 torna nel mondo dello sport automobilistico, divenendo presidente della commissione dei costruttori all'interno della FISA e fondando la scuderia Simtek. Nel 1991 viene eletto alla presidenza della FISA stessa, sconfiggendo Jean-Marie Balestre. Nel 1993 la FISA, in seguito ad una sua riorganizzazione, cessa di esistere come organismo indipendente, divenendo la branca sportiva della FIA. Nello stesso anno Mosley viene eletto presidente della FIA; a tale carica è rieletto anche nel 1997, nel 2001 e nel 2005.
Il 30 marzo 2008 viene coinvolto in un clamoroso scandalo sessuale scatenato dal quotidiano inglese News of the World che per primo pubblica alcuni fotogrammi tratti da un video di 5 ore (in alcuni suoi brevi spezzoni, reperibile anche nel sito online del giornale stesso). Le immagini mostrano Mosley prendere parte ad un'orgia di tipo sadomasochistico con alcune prostitute in uniformi naziste ed in divise che ricalcano quelle che indossavano gli internati nei lager. Lo scandalo finisce per colpire anche altre persone legate ad importanti ambienti istituzionali britannici.
A causa delle polemiche scaturite dalla vicenda, Mosley viene costretto a delegare la decisione circa l'opportunità di una sua permanenza a capo della FIA all'assemblea generale della federazione, che il 3 giugno si pronuncia in favore di un mantenimento della sua carica con 103 voti favorevoli, 55 contrari, 7 astenuti e 4 nulli.
Malgrado una precedente sentenza della corte giudiziaria inglese favorevole alla pubblicazione del video in rete, il 24 luglio 2008 un tribunale britannico condanna il quotidiano News of the World al pagamento di 60.000 sterline (circa 75.000 Euro al cambio dell'epoca) quale risarcimento per la violazione della privacy delle persone coinvolte (provocando un ancora più ingente esborso, di quasi 1 milione di sterline, da parte dell'editore). Nel frattempo Mosley si impegna comunque in una battaglia legale contro Google per rimuovere le tracce delle immagini e dei video di Chelsea. Il 5 maggio 2009 il figlio trentanovenne, Alexander Mosley, viene trovato morto nel proprio appartamento nel quartiere di Notting Hill, a Londra, per overdose di eroina.
Il 24 giugno 2009 annuncia di non ricandidarsi alle successive elezioni come presidente della FIA, questo per scongiurare la diaspora con i team FOTA della Formula 1. A lui succederà l'ex team manager nonché amministratore delegato della Ferrari, Jean Todt, da Mosley stesso fortemente sostenuto.

## Decesso
È deceduto a Londra il 24 maggio 2021 dopo una lunga malattia; ma il 29 marzo 2022, un rapporto di un coroner conferma che Mosley si è suicidato con un colpo di pistola dopo che gli era stato diagnosticato un cancro terminale.

## Ascendenza
|                                            |                                              |                             | Genitori                        |  |  | Nonni |  |  | Bisnonni                    |  |  | Trisnonni                    |  |
|                                            |                                              |                             |                                 |  |  |       |  |  | Oswald Mosley, IV baronetto |  |  | Tonman Mosley, III baronetto |  |
|                                            |                                              |                             |                                 |  |  |       |  |  | Oswald Mosley, IV baronetto |  |  | Tonman Mosley, III baronetto |  |
|                                            |                                              | Catherine Wood              |                                 |  |  |       |  |  | Oswald Mosley, IV baronetto |  |  |                              |  |
| Oswald Mosley, V baronetto                 |                                              |                             |                                 |  |  |       |  |  | Oswald Mosley, IV baronetto |  |  |                              |  |
|                                            |                                              | Elizabeth White             | William White                   |  |  |       |  |  |                             |  |  |                              |  |
|                                            |                                              | Elizabeth White             | William White                   |  |  |       |  |  |                             |  |  |                              |  |
|                                            |                                              | Elizabeth White             | Sarah Lockett                   |  |  |       |  |  |                             |  |  |                              |  |
| Oswald Mosley, VI baronetto                |                                              | Elizabeth White             |                                 |  |  |       |  |  |                             |  |  |                              |  |
|                                            |                                              | Justinian Edwards-Heathcote | Edward Edwards                  |  |  |       |  |  |                             |  |  |                              |  |
|                                            |                                              | Justinian Edwards-Heathcote | Edward Edwards                  |  |  |       |  |  |                             |  |  |                              |  |
|                                            |                                              | Justinian Edwards-Heathcote | Elizabeth Heathcote             |  |  |       |  |  |                             |  |  |                              |  |
| Katharine Edwards-Heathcote                |                                              | Justinian Edwards-Heathcote |                                 |  |  |       |  |  |                             |  |  |                              |  |
|                                            |                                              | Eleanor Stone               | …                               |  |  |       |  |  |                             |  |  |                              |  |
|                                            |                                              | Eleanor Stone               | …                               |  |  |       |  |  |                             |  |  |                              |  |
|                                            |                                              | Eleanor Stone               | …                               |  |  |       |  |  |                             |  |  |                              |  |
| Max Mosley                                 |                                              | Eleanor Stone               |                                 |  |  |       |  |  |                             |  |  |                              |  |
|                                            | Algernon Freeman-Mitford, I barone Redesdale | Henry Reveley Mitford       |                                 |  |  |       |  |  |                             |  |  |                              |  |
|                                            | Algernon Freeman-Mitford, I barone Redesdale | Henry Reveley Mitford       |                                 |  |  |       |  |  |                             |  |  |                              |  |
|                                            | Algernon Freeman-Mitford, I barone Redesdale | Georgiana Ashburnham        |                                 |  |  |       |  |  |                             |  |  |                              |  |
| David Freeman-Mitford, II barone Redesdale | Algernon Freeman-Mitford, I barone Redesdale |                             |                                 |  |  |       |  |  |                             |  |  |                              |  |
|                                            |                                              | Clementina Ogilvy           | David Ogilvy, X conte di Airlie |  |  |       |  |  |                             |  |  |                              |  |
|                                            |                                              | Clementina Ogilvy           | David Ogilvy, X conte di Airlie |  |  |       |  |  |                             |  |  |                              |  |
|                                            |                                              | Clementina Ogilvy           | Henrietta Stanley               |  |  |       |  |  |                             |  |  |                              |  |
| Diana Freeman-Mitford                      |                                              | Clementina Ogilvy           |                                 |  |  |       |  |  |                             |  |  |                              |  |
|                                            |                                              | Thomas Gibson Bowles        | Thomas Milner Gibson            |  |  |       |  |  |                             |  |  |                              |  |
|                                            |                                              | Thomas Gibson Bowles        | Thomas Milner Gibson            |  |  |       |  |  |                             |  |  |                              |  |
|                                            |                                              | Thomas Gibson Bowles        | Susannah Bowles                 |  |  |       |  |  |                             |  |  |                              |  |
| Sydney Bowles                              |                                              | Thomas Gibson Bowles        |                                 |  |  |       |  |  |                             |  |  |                              |  |
|                                            |                                              | Jessica Evans-Gordon        | Charles Evans-Gordon            |  |  |       |  |  |                             |  |  |                              |  |
|                                            |                                              | Jessica Evans-Gordon        | Charles Evans-Gordon            |  |  |       |  |  |                             |  |  |                              |  |
|                                            |                                              | Jessica Evans-Gordon        | Catherine Rose                  |  |  |       |  |  |                             |  |  |                              |  |
|                                            |                                              | Jessica Evans-Gordon        |                                 |  |  |       |  |  |                             |  |  |                              |  |